# WTA Forest Hills

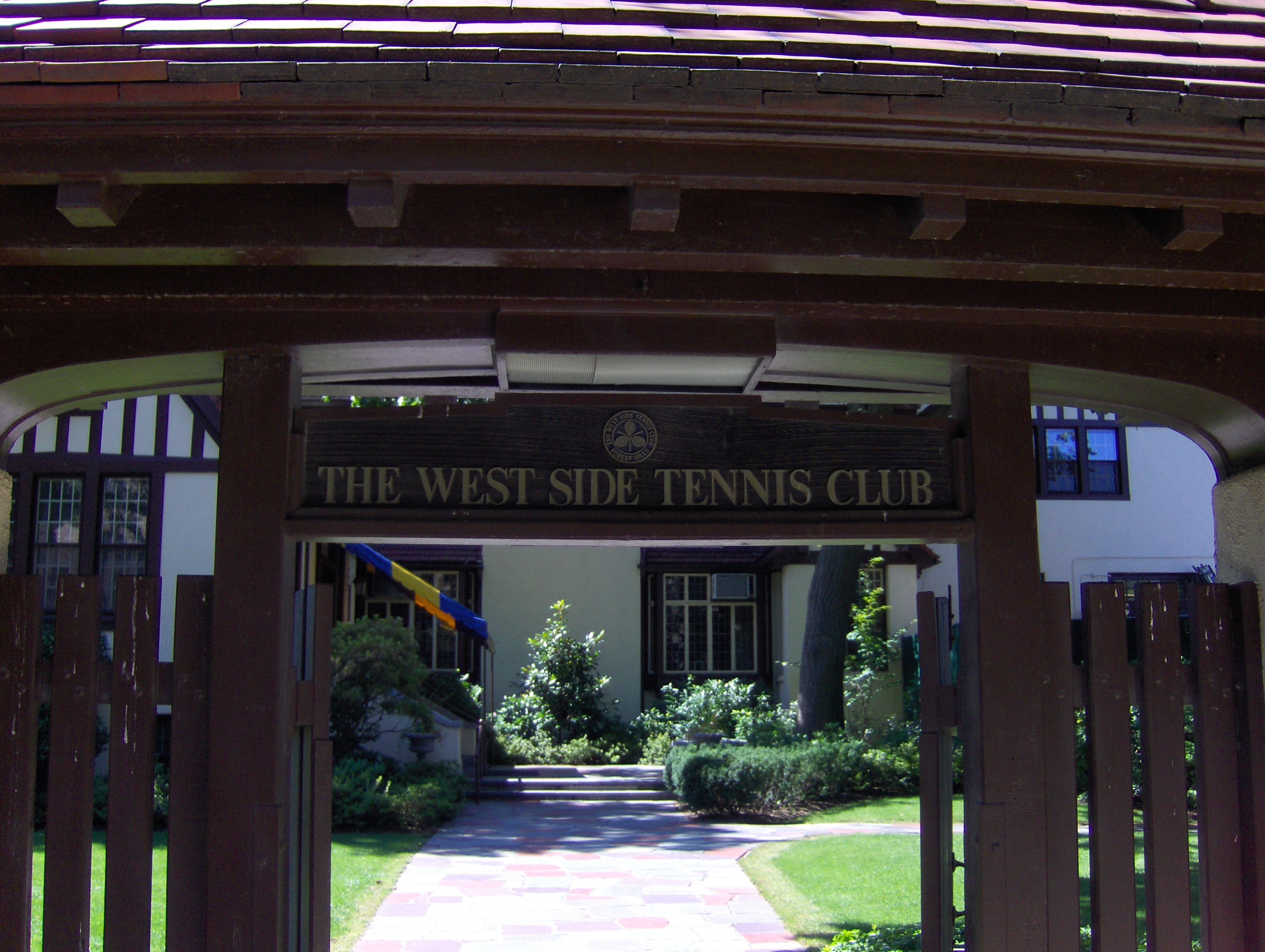
The West Side Tennis Club

Das WTA Forest Hills (offiziell: Forest Hills Tennis Classic) war ein Tennisturnier der WTA Tour, das im New Yorker Stadtteil Forest Hills ausgetragen wurde.

## Siegerliste
| Jahr                   | Siegerin            | Finalgegnerin    | Ergebnis      |
| ---------------------- | ------------------- | ---------------- | ------------- |
| ↓ Kategorie: Tier V ↓  |                     |                  |               |
| 2004                   | Jelena Lichowzewa   | Iveta Benešová   | 6:2, 6:2      |
| ↓ Kategorie: Tier IV ↓ |                     |                  |               |
| 2005                   | Lucie Šafářová      | Sania Mirza      | 3:6, 7:5, 6:4 |
| 2006                   | Meghann Shaughnessy | Anna Smaschnowa  | 1:6, 6:0, 6:4 |
| 2007                   | Gisela Dulko        | Virginie Razzano | 6:2, 6:2      |
| 2008                   | Lucie Šafářová      | Shuai Peng       | 6:4, 6:2      |